# Campeonato Turco de Voleibol Feminino de 2021–22
A Liga Turca de Voleibol Feminino de 2021-22 - Série A foi a 38ª edição desta competição organizada pela Federação Turca de Voleibol(FTV), por questões de patrocinadores chamada de "Misli.com Sultanlar Ligi". Participaram do torneio quatorze equipes provenientes de seis regiões turcas, ou seja, de Istambul (província), Aydin (província), Bursa (província), Ancara (província), Bolu (província) e Aksaray (província); competição iniciada em 08 de outubro de 2021. Ao todo,  foram disputados 202 jogos, sendo 182 na fase classificatória e 20 na fase de playoffs. 
O VakıfBank sagrou-se campeão ao vencer a série melhor de 5 na final, com 3 triunfos contra o Fenerbahçe Opet. 

## Regulamento
A fase classificatória da competição será disputada por quatorze equipes em dois turnos. Em cada turno, todos os times jogarão entre si uma única vez. Os jogos do segundo turno serão realizados na mesma ordem do primeiro, apenas com o mando de quadra invertido. sendo que, após o término da fase classificatória, os melhores colocados disputam a fase final e os dois últimos colocados serão rebaixados para a segunda divisão.

### Fase classificatória
A fase classificatória ou temporada regular ou fase regular, é a fase em que as equipes enfrentam-se entre si em um turno e em um returno. Os critérios de pontuação são: vitória por 3 sets a 0 ou 3 a 1 soma-se 3 pontos para o vencedor; vitória por 3 sets a 2 soma-se 2 pontos para o vencedor e 1 ponto para o perdedor; não comparecimento, a equipe perde 2 pontos. Já os critérios de classificação são respectivamente número de vitórias, pontos, razão de sets e razão de pontos. Ao final da fase classificatória as 8 primeiras equipes avançam para a fase final.

### Fase final
Na fase final ou fase de playoffs, das 8 equipes classificadas, apenas as 4 primeiras disputam o título avançando diretamente para as semifinais, havendo um cruzamento entre as equipes com os melhores índices técnicos seguindo a lógica 1ª x 4ª; 2ª x 3ª em uma série melhor de 3 jogos. As duas equipes eliminadas disputam o 3° lugar, em uma série melhor de 3 jogos. Já as equipes classificadas, disputam a grande final, em uma série melhor de 5 jogos.
As outras 4 equipes, que obtiveram respectivamente o 5°, 6°, 7° e 8° lugar na fase classificatória, disputam playoffs para definir as posições de quinto a oitavo lugar na classificação final havendo um cruzamento entre as equipes seguindo a lógica 5ª x 8ª; 6ª x 7ª em séries melhor de 3 jogos.

## Equipes participantes
| Equipe                  | Cidade   | Última participação | Temporada 2020/2021 |
| ----------------------- | -------- | ------------------- | ------------------- |
| VakıfBank               | Istambul | 2020-21             | 1º(Fase Regular)    |
| Fenerbahçe Opet         | Istambul | 2020-21             | 2º(Fase Regular)    |
| Türk Hava Yolları       | Istambul | 2020-21             | 3º(Fase Regular)    |
| Eczacıbaşı Dynavit      | Istambul | 2020-21             | 4º(Fase Regular)    |
| Nilüfer Bld.            | Bursa    | 2020-21             | 5º(Fase Regular)    |
| Aydın B.Şehir Bld.      | Aydin    | 2020-21             | 6º(Fase Regular)    |
| Galatasaray HDI Sigorta | Istambul | 2020-21             | 7º(Fase Regular)    |
| Yeşilyurt               | Istambul | 2020-21             | 8º(Fase Regular)    |
| PTT                     | Ankara   | 2020-21             | 9º(Fase Regular)    |
| Karayolları             | Ankara   | 2020-21             | 10º(Fase Regular)   |
| Kuzeyboru               | Aksaray  | 2020-21             | 11º(Fase Regular)   |
| Sarıyer Bld.            | Istambul | 2020-21             | 12º(Fase Regular)   |
| Mert Grup Sigorta       | Ankara   | Estreante           | A1 2020-21          |
| Bolu Bld.               | Bolu     | Estreante           | A1 2020-21          |

## Fase classificatória

### Classificação
- Vitória por 3 sets a 0 ou 3 a 1: 3 pontos para o vencedor;
- Vitória por 3 sets a 2: 2 pontos para o vencedor e 1 ponto para o perdedor.
- Não comparecimento, a equipe perde 2 pontos.

|  |                                                   |
|  | Equipes que disputarão os Play-offs (semifinais). |
|  | Equipes que disputarão os Play-offs (5-8).        |
|  | Equipes que serão rebaixadas.                     |

|     |                         |     | Jogos | Jogos | Jogos | Resultados | Resultados | Resultados | Resultados | Resultados | Resultados | Sets | Sets | Sets  | Pontos | Pontos | Pontos |
| Pos | Equipe                  | Pts | T     | V     | D     | 3–0        | 3–1        | 3–2        | 2–3        | 1–3        | 0–3        | V    | P    | R     | V      | P      | R      |
| --- | ----------------------- | --- | ----- | ----- | ----- | ---------- | ---------- | ---------- | ---------- | ---------- | ---------- | ---- | ---- | ----- | ------ | ------ | ------ |
| 1   | VakıfBank               | 71  | 26    | 24    | 2     | 17         | 6          | 1          | 0          | 1          | 1          | 73   | 14   | 5.214 | 2138   | 1665   | 1.284  |
| 2   | Eczacıbaşı Dynavit      | 66  | 26    | 22    | 4     | 16         | 4          | 2          | 2          | 0          | 2          | 70   | 20   | 3.500 | 2132   | 1778   | 1.199  |
| 3   | Fenerbahçe Opet         | 66  | 26    | 22    | 4     | 14         | 6          | 2          | 2          | 1          | 1          | 71   | 22   | 3.227 | 2214   | 1776   | 1.247  |
| 4   | Türk Hava Yolları       | 60  | 26    | 21    | 5     | 14         | 3          | 4          | 1          | 2          | 2          | 67   | 26   | 2.577 | 2173   | 1837   | 1.183  |
| 5   | Galatasaray HDI Sigorta | 51  | 26    | 17    | 9     | 10         | 4          | 3          | 3          | 1          | 5          | 58   | 37   | 1.568 | 2127   | 1951   | 1.090  |
| 6   | PTT                     | 47  | 26    | 17    | 9     | 7          | 5          | 5          | 1          | 2          | 6          | 55   | 42   | 1.310 | 2178   | 2109   | 1.033  |
| 7   | Aydın B.Şehir Bld.      | 37  | 26    | 12    | 14    | 7          | 5          | 0          | 1          | 5          | 8          | 43   | 47   | 0.915 | 1973   | 1982   | 0.995  |
| 8   | Kuzeyboru               | 38  | 26    | 11    | 15    | 7          | 2          | 2          | 7          | 1          | 7          | 48   | 51   | 0.941 | 2105   | 2095   | 1.005  |
| 9   | Mert Grup Sigorta       | 29  | 26    | 10    | 16    | 6          | 0          | 4          | 3          | 5          | 8          | 41   | 56   | 0.732 | 2068   | 2159   | 0.958  |
| 10  | Bolu Bld.               | 22  | 26    | 7     | 19    | 2          | 3          | 2          | 3          | 5          | 11         | 32   | 64   | 0.500 | 1935   | 2219   | 0.872  |
| 11  | Sarıyer Bld.            | 21  | 26    | 7     | 19    | 2          | 0          | 5          | 5          | 6          | 8          | 37   | 67   | 0.552 | 2082   | 2320   | 0.897  |
| 12  | Nilüfer Bld.            | 17  | 26    | 6     | 20    | 0          | 4          | 2          | 1          | 5          | 14         | 25   | 68   | 0.368 | 1845   | 2200   | 0.839  |
| 13  | Karayolları             | 16  | 26    | 5     | 21    | 0          | 2          | 3          | 4          | 6          | 11         | 29   | 71   | 0.408 | 2010   | 2295   | 0.876  |
| 14  | Yeşilyurt               | 5   | 26    | 1     | 25    | 0          | 1          | 0          | 2          | 5          | 18         | 12   | 76   | 0.158 | 1527   | 2121   | 0.720  |

Critérios de classificação: 1) Número de vitórias 2) Pontos 3) Razão de sets 4) Razão de pontos
Atualizado em 03 de abril de 2022.

### Resultados
| Casa \ Fora             | AYD | BBD | ECZ | FNB | GAL | KRY | KZB | MGS | NLF | PTT | SRY | THY | VKF | YŞL |
| ----------------------- | --- | --- | --- | --- | --- | --- | --- | --- | --- | --- | --- | --- | --- | --- |
| Aydın Bld.              | —   | 3-0 | 1-3 | 1-3 | 1-3 | 3-0 | 3-0 | 2-3 | 3-0 | 3-0 | 3-1 | 0-3 | 0-3 | 3-0 |
| Bolu Bld.               | 3-1 | —   | 0-3 | 0-3 | 1-3 | 2-3 | 3-2 | 3-1 | 3-2 | 1-3 | 3-0 | 0-3 | 1-3 | 3-0 |
| Eczacıbaşı Dynavit      | 3-0 | 3-0 | —   | 3-2 | 3-0 | 3-0 | 3-0 | 3-0 | 3-0 | 3-0 | 3-0 | 3-0 | 2-3 | 3-0 |
| Fenerbahçe Opet         | 3-0 | 3-0 | 3-0 | —   | 3-2 | 3-1 | 3-0 | 3-0 | 3-1 | 3-2 | 3-1 | 2-3 | 1-3 | 3-0 |
| Galatasaray HDI Sigorta | 3-0 | 3-0 | 3-2 | 0-3 | —   | 3-0 | 3-0 | 3-0 | 3-0 | 1-3 | 3-0 | 0-3 | 0-3 | 3-0 |
| Karayolları             | 0-3 | 3-2 | 1-3 | 0-3 | 0-3 | —   | 1-3 | 2-3 | 3-1 | 1-3 | 2-3 | 0-3 | 0-3 | 3-1 |
| Kuzeyboru               | 3-0 | 3-0 | 0-3 | 0-3 | 2-3 | 2-3 | —   | 3-2 | 3-0 | 2-3 | 3-2 | 2-3 | 3-0 | 3-0 |
| Mert Grup Sigorta       | 1-3 | 3-2 | 0-3 | 0-3 | 2-3 | 3-0 | 1-3 | —   | 3-0 | 1-3 | 3-0 | 3-2 | 1-3 | 3-0 |
| Nilüfer Bld.            | 1-3 | 3-1 | 1-3 | 0-3 | 0-3 | 3-1 | 0-3 | 0-3 | —   | 0-3 | 3-1 | 0-3 | 0-3 | 3-2 |
| PTT                     | 3-1 | 3-0 | 0-3 | 0-3 | 3-2 | 3-2 | 3-2 | 3-0 | 3-0 | —   | 3-0 | 1-3 | 0-3 | 3-0 |
| Sarıyer Bld.            | 1-3 | 3-0 | 2-3 | 1-3 | 1-3 | 3-2 | 3-2 | 3-2 | 2-3 | 2-3 | —   | 2-3 | 0-3 | 3-0 |
| Türk Hava Yolları       | 3-0 | 3-1 | 1-3 | 3-0 | 3-2 | 3-0 | 3-0 | 3-0 | 3-1 | 3-0 | 3-0 | —   | 1-3 | 3-0 |
| VakıfBank               | 3-0 | 3-0 | 3-0 | 1-3 | 3-0 | 3-0 | 3-1 | 3-0 | 3-0 | 3-1 | 3-0 | 3-0 | —   | 3-0 |
| Yeşilyurt               | 1-3 | 1-3 | 0-3 | 0-3 | 1-3 | 3-1 | 0-3 | 0-3 | 1-3 | 0-3 | 2-3 | 0-3 | 0-3 | —   |

|  |                            |
|  | Vitória do time da casa.   |
|  | Vitória do time visitante. |

## Playoffs

### Playoffs 5-8
Chaveamento
|  | Classificação 5–8 | Classificação 5–8       | Classificação 5–8 | Classificação 5–8 | Classificação 5–8 |  |  | Disputa de 5º lugar | Disputa de 5º lugar     | Disputa de 5º lugar | Disputa de 5º lugar | Disputa de 5º lugar |
|  |                   |                         |                   |                   |                   |  |  |                     |                         |                     |                     |                     |
|  | 5°                | Galatasaray HDI Sigorta | 3                 | 3                 |                   |  |  |                     |                         |                     |                     |                     |
|  | 8°                | Kuzeyboru               | 2                 | 1                 |                   |  |  |                     |                         |                     |                     |                     |
|  |                   |                         |                   |                   |                   |  |  | 5°                  | Galatasaray HDI Sigorta | 3                   | 3                   |                     |
|  |                   |                         |                   |                   |                   |  |  | 6°                  | PTT                     | 1                   | 0                   |                     |
|  | 6°                | PTT                     | 3                 | 3                 |                   |  |  |                     |                         |                     |                     |                     |
|  | 7°                | Aydın B.Şehir Bld.      | 1                 | 1                 |                   |  |  | Disputa de 7º lugar | Disputa de 7º lugar     | Disputa de 7º lugar | Disputa de 7º lugar | Disputa de 7º lugar |
|  |                   |                         |                   |                   |                   |  |  | 8º                  | Kuzeyboru               | 1                   | 3                   | 0                   |
|  |                   |                         |                   |                   |                   |  |  | 7°                  | Aydın B.Şehir Bld.      | 3                   | 2                   | 3                   |

#### Disputa do 5º ao 8º lugar
1º Jogo
| Data  | Hora  |                    | Placar |                         | Set 1 | Set 2 | Set 3 | Set 4 | Set 5 | Total | Relatório |
| ----- | ----- | ------------------ | ------ | ----------------------- | ----- | ----- | ----- | ----- | ----- | ----- | --------- |
| 8 abr | 09:00 | Kuzeyboru          | 2–3    | Galatasaray HDI Sigorta | 25–14 | 25–14 | 17–25 | 14–25 | 13–15 | 94–93 | Relatório |
| 8 abr | 09:00 | Aydın B.Şehir Bld. | 1–3    | PTT                     | 23–25 | 25–16 | 23–25 | 14–25 |       | 85–91 | Relatório |

2º Jogo
| Data   | Hora  |                         | Placar |                    | Set 1 | Set 2 | Set 3 | Set 4 | Set 5 | Total  | Relatório |
| ------ | ----- | ----------------------- | ------ | ------------------ | ----- | ----- | ----- | ----- | ----- | ------ | --------- |
| 11 abr | 09:00 | Galatasaray HDI Sigorta | 3–1    | Kuzeyboru          | 25–17 | 31–33 | 25–15 | 25–19 |       | 106–84 | Relatório |
| 11 abr | 09:30 | PTT                     | 3–1    | Aydın B.Şehir Bld. | 27–25 | 25–23 | 18–25 | 25–23 |       | 95–96  | Relatório |

#### Disputa pelo 7º lugar
1º Jogo
| Data   | Hora  |           | Placar |                    | Set 1 | Set 2 | Set 3 | Set 4 | Set 5 | Total | Relatório |
| ------ | ----- | --------- | ------ | ------------------ | ----- | ----- | ----- | ----- | ----- | ----- | --------- |
| 16 abr | 15:00 | Kuzeyboru | 1–3    | Aydın B.Şehir Bld. | 16–25 | 25–19 | 17–25 | 20–25 |       | 78–94 | Relatório |

2º Jogo
| Data   | Hora  |                    | Placar |           | Set 1 | Set 2 | Set 3 | Set 4 | Set 5 | Total  | Relatório |
| ------ | ----- | ------------------ | ------ | --------- | ----- | ----- | ----- | ----- | ----- | ------ | --------- |
| 19 abr | 15:00 | Aydın B.Şehir Bld. | 2–3    | Kuzeyboru | 23–25 | 25–23 | 19–25 | 25–22 | 7–15  | 99–110 | Relatório |

3º Jogo
| Data   | Hora  |                    | Placar |           | Set 1 | Set 2 | Set 3 | Set 4 | Set 5 | Total | Relatório |
| ------ | ----- | ------------------ | ------ | --------- | ----- | ----- | ----- | ----- | ----- | ----- | --------- |
| 21 abr | 15:00 | Aydın B.Şehir Bld. | 3–0    | Kuzeyboru | 25–21 | 25–21 | 25–17 |       |       | 75–59 | Relatório |

#### Disputa pelo 5º lugar
1º Jogo
| Data   | Hora  |     | Placar |                         | Set 1 | Set 2 | Set 3 | Set 4 | Set 5 | Total | Relatório |
| ------ | ----- | --- | ------ | ----------------------- | ----- | ----- | ----- | ----- | ----- | ----- | --------- |
| 16 abr | 14:00 | PTT | 1–3    | Galatasaray HDI Sigorta | 25–23 | 23–25 | 24–26 | 18–25 |       | 90–99 | Relatório |

2º Jogo
| Data   | Hora  |                         | Placar |     | Set 1 | Set 2 | Set 3 | Set 4 | Set 5 | Total | Relatório |
| ------ | ----- | ----------------------- | ------ | --- | ----- | ----- | ----- | ----- | ----- | ----- | --------- |
| 19 abr | 15:00 | Galatasaray HDI Sigorta | 3–0    | PTT | 25–19 | 25–11 | 25–22 |       |       | 75–52 | Relatório |

### Playoffs 1-4
Chaveamento
|  | Semifinais | Semifinais        | Semifinais      | Semifinais | Semifinais |    |           | Final               | Final               | Final               | Final               | Final               | Final | Final |
|  |            |                   |                 |            |            |    |           |                     |                     |                     |                     |                     |       |       |
|  | 1°         | VakıfBank         | 3               | 3          |            |    |           |                     |                     |                     |                     |                     |       |       |
|  | 4°         | Türk Hava Yolları | 2               | 0          |            |    |           |                     |                     |                     |                     |                     |       |       |
|  | 4°         | Türk Hava Yolları | 2               | 0          |            | 1° | VakıfBank | 1                   | 3                   | 1                   | 3                   | 3                   |       |       |
|  |            |                   |                 |            |            | 1° | VakıfBank | 1                   | 3                   | 1                   | 3                   | 3                   |       |       |
|  |            | 3°                | Fenerbahçe Opet | 3          | 1          | 3  | 2         | 0                   |                     |                     |                     |                     |       |       |
|  | 2°         | 3°                | Fenerbahçe Opet | 3          | 1          | 3  | 2         | 0                   | Eczacıbaşı Dynavit  | 1                   | 0                   |                     |       |       |
|  | 2°         |                   |                 |            |            |    |           |                     | Eczacıbaşı Dynavit  | 1                   | 0                   |                     |       |       |
|  | 3°         | Fenerbahçe Opet   | 3               | 3          |            |    |           | Disputa pelo bronze | Disputa pelo bronze | Disputa pelo bronze | Disputa pelo bronze | Disputa pelo bronze |       |       |
|  |            |                   |                 |            |            |    | 4°        | Türk Hava Yolları   | 0                   | 0                   |                     |                     |       |       |
|  |            |                   |                 |            |            |    |           | 2°                  | Eczacıbaşı Dynavit  | 3                   | 3                   |                     |       |       |

#### Semifinais
1º Jogo
| Data   | Hora  |                   | Placar |                    | Set 1 | Set 2 | Set 3 | Set 4 | Set 5 | Total  | Relatório |
| ------ | ----- | ----------------- | ------ | ------------------ | ----- | ----- | ----- | ----- | ----- | ------ | --------- |
| 22 abr | 15:00 | Türk Hava Yolları | 2–3    | VakıfBank          | 25–23 | 11–25 | 25–18 | 15–25 | 9–15  | 85–106 | Relatório |
| 22 abr | 20:30 | Fenerbahçe Opet   | 3–1    | Eczacıbaşı Dynavit | 25–19 | 21–25 | 25–18 | 25–15 |       | 96–77  | Relatório |

2º Jogo
| Data   | Hora  |                    | Placar |                   | Set 1 | Set 2 | Set 3 | Set 4 | Set 5 | Total | Relatório |
| ------ | ----- | ------------------ | ------ | ----------------- | ----- | ----- | ----- | ----- | ----- | ----- | --------- |
| 25 abr | 15:00 | VakıfBank          | 3–0    | Türk Hava Yolları | 25–16 | 28–26 | 25–21 |       |       | 78–63 | Relatório |
| 25 abr | 20:30 | Eczacıbaşı Dynavit | 0–3    | Fenerbahçe Opet   | 24–26 | 25–27 | 19–25 |       |       | 68–78 | Relatório |

#### Disputa pelo 3º lugar
1º Jogo
| Data   | Hora  |                   | Placar |                    | Set 1 | Set 2 | Set 3 | Set 4 | Set 5 | Total | Relatório |
| ------ | ----- | ----------------- | ------ | ------------------ | ----- | ----- | ----- | ----- | ----- | ----- | --------- |
| 30 abr | 13:00 | Türk Hava Yolları | 0–3    | Eczacıbaşı Dynavit | 18–25 | 19–25 | 20–25 |       |       | 57–75 | Relatório |

2º Jogo
| Data  | Hora  |                    | Placar |                   | Set 1 | Set 2 | Set 3 | Set 4 | Set 5 | Total | Relatório |
| ----- | ----- | ------------------ | ------ | ----------------- | ----- | ----- | ----- | ----- | ----- | ----- | --------- |
| 3 mai | 15:00 | Eczacıbaşı Dynavit | 3–0    | Türk Hava Yolları | 25–22 | 25–19 | 25–17 |       |       | 75–58 | Relatório |

#### Final
1º Jogo
| Data   | Hora  |                 | Placar |           | Set 1 | Set 2 | Set 3 | Set 4 | Set 5 | Total | Relatório |
| ------ | ----- | --------------- | ------ | --------- | ----- | ----- | ----- | ----- | ----- | ----- | --------- |
| 10 abr | 19:00 | Fenerbahçe Opet | 3–1    | VakıfBank | 25–22 | 22–25 | 25–17 | 25–19 |       | 97–83 | Relatório |

2º Jogo
| Data  | Hora  |           | Placar |                 | Set 1 | Set 2 | Set 3 | Set 4 | Set 5 | Total | Relatório |
| ----- | ----- | --------- | ------ | --------------- | ----- | ----- | ----- | ----- | ----- | ----- | --------- |
| 3 mai | 20:00 | VakıfBank | 3–1    | Fenerbahçe Opet | 25–16 | 19–25 | 25–21 | 25–20 |       | 94–82 | Relatório |

3º Jogo
| Data  | Hora  |           | Placar |                 | Set 1 | Set 2 | Set 3 | Set 4 | Set 5 | Total | Relatório |
| ----- | ----- | --------- | ------ | --------------- | ----- | ----- | ----- | ----- | ----- | ----- | --------- |
| 6 mai | 20:00 | VakıfBank | 1–3    | Fenerbahçe Opet | 25–20 | 24–26 | 17–25 | 19–25 |       | 85–96 | Relatório |

4º Jogo
| Data  | Hora  |                 | Placar |           | Set 1 | Set 2 | Set 3 | Set 4 | Set 5 | Total  | Relatório |
| ----- | ----- | --------------- | ------ | --------- | ----- | ----- | ----- | ----- | ----- | ------ | --------- |
| 9 mai | 19:00 | Fenerbahçe Opet | 2–3    | VakıfBank | 25–23 | 25–19 | 19–25 | 14–25 | 14–16 | 97–108 | Relatório |

5º Jogo
| Data   | Hora  |           | Placar |                 | Set 1 | Set 2 | Set 3 | Set 4 | Set 5 | Total | Relatório |
| ------ | ----- | --------- | ------ | --------------- | ----- | ----- | ----- | ----- | ----- | ----- | --------- |
| 12 mai | 19:00 | VakıfBank | 3–0    | Fenerbahçe Opet | 25–23 | 25–20 | 25–20 |       |       | 75–63 | Relatório |

## Premiação
| Campeonato Turco de 2021-22    |
| Turquia                        |
| ------------------------------ |
| VakıfBank Campeão (13° título) |

## Classificação final
| Posição           | Equipe                  | Classificação                                         |
| ----------------- | ----------------------- | ----------------------------------------------------- |
| Medalha de ouro   | VakıfBank               | Liga dos Campeões da Europa 2022-23 · Série A 2022-23 |
| Medalha de prata  | Fenerbahçe Opet         | Liga dos Campeões da Europa 2022-23 · Série A 2022-23 |
| Medalha de bronze | Eczacıbaşı Dynavit      | Liga dos Campeões da Europa 2022-23 · Série A 2022-23 |
| 4                 | Türk Hava Yolları       | Copa CEV 2022-23 · Série A 2022-23                    |
| 5                 | Galatasaray HDI Sigorta | Challenge Cup 2022–23 · Série A 2022-23               |
| 6                 | PTT                     | BVA Cup 2022-23 · Série A 2022-23                     |
| 7                 | Aydın B.Şehir Bld.      | Série A 2022-23                                       |
| 8                 | Kuzeyboru               | Série A 2022-23                                       |
| 9                 | Mert Grup Sigorta       | Série A 2022-23                                       |
| 10                | Bolu Bld.               | Série A 2022-23                                       |
| 11                | Sarıyer Bld.            | Série A 2022-23                                       |
| 12                | Nilüfer Bld.            | Série A 2022-23                                       |
| 13                | Karayolları             | Série A1 2022-23                                      |
| 14                | Yeşilyurt               | Série A1 2022-23                                      |

| Qualificação |
| Permanência  |
| Rebaixamento |

## Prêmios individuais
- Com base nas estatísticas, a seleção do campeonato foi composta pelas seguintes jogadoras:

Fonte: FTV
- Melhores jogadoras do campeonato, eleitas pela federação:

| Melhor Oposta      | Isabelle Haak  | VakıfBank       |
| Melhor Ponteira    | Gabi Guimarães | VakıfBank       |
| Melhor Central     | Eda Erdem      | Fenerbahçe Opet |
| Melhor Levantadora | Cansu Özbay    | VakıfBank       |
| Melhor Líbero      | Gizem Örge     | Fenerbahçe Opet |
| MVP                | Zehra Güneş    | VakıfBank       |

## Estatísticas
| Rank | Jogadoras           | Clubes                  | Pontos |
| ---- | ------------------- | ----------------------- | ------ |
| 1    | Alexia Căruțașu     | Galatasaray HDI Sigorta | 594    |
| 2    | Emiliya Dimitrova   | PTT                     | 584    |
| 3    | Gaila González      | Mert Grup Sigorta       | 583    |
| 4    | Arina Fedorovtseva  | Fenerbahçe Opet         | 574    |
| 5    | Anthi Vasilantonaki | Galatasaray HDI Sigorta | 548    |
| 6    | Isabelle Haak       | VakıfBank               | 517    |
| 7    | Olesia Rykhliuk     | Kuzeyboru               | 488    |
| 8    | Tijana Bošković     | Eczacıbaşı Dynavit      | 483    |
| 9    | Gréta Szakmáry      | Aydın B.Şehir Bld.      | 442    |
| 10   | Annie Mitchem       | Kuzeyboru               | 437    |

| Rank | Jogadoras      | Clubes                  | Pontos |
| ---- | -------------- | ----------------------- | ------ |
| 1    | Eda Erdem      | Fenerbahçe Opet         | 84     |
| 2    | Aslı Kalaç     | Türk Hava Yolları       | 83     |
| 3    | Saša Planinšec | Galatasaray HDI Sigorta | 73     |
| 4    | Bahar Akbay    | PTT                     | 70     |
| 5    | Zehra Güneş    | VakıfBank               | 69     |
| 6    | Beyza Arıcı    | Eczacıbaşı Dynavit      | 67     |
| 7    | Kubra Akman    | VakıfBank               | 62     |
| 7    | Ayçin Akyol    | Karayolları             | 62     |
| 9    | Emily Maglio   | Nilüfer Bld.            | 59     |
| 10   | Gaila González | Mert Grup Sigorta       | 58     |

| - Atualizado até 12 Maio 2022 \| Rank \| Jogadoras \| Clubes \| Pontos \| \| ---- \| ------------------- \| ----------------------- \| ------ \| \| 1 \| Arina Fedorovtseva \| Fenerbahçe Opet \| 71 \| \| 2 \| Alexia Căruțașu \| Galatasaray HDI Sigorta \| 63 \| \| 3 \| Gaila González \| Mert Grup Sigorta \| 50 \| \| 4 \| Aslıhan Kılıç \| Aydın B.Şehir Bld. \| 36 \| \| 5 \| Eda Erdem \| Fenerbahçe Opet \| 32 \| \| 5 \| Anthi Vasilantonaki \| Galatasaray HDI Sigorta \| 32 \| \| 7 \| Kiera Van Ryk \| Türk Hava Yolları \| 29 \| \| 8 \| Yasemin Yildirim \| Kuzeyboru \| 28 \| \| 9 \| Gabi Guimarães \| VakıfBank \| 27 \| \| 9 \| Arelya Karasoy \| Kuzeyboru \| 27 \| Pontos marcados no saque ace \| Fonte: FTV |                     |                         |        |
| Rank | Jogadoras           | Clubes                  | Pontos |
| 1 | Arina Fedorovtseva  | Fenerbahçe Opet         | 71     |
| 2 | Alexia Căruțașu     | Galatasaray HDI Sigorta | 63     |
| 3 | Gaila González      | Mert Grup Sigorta       | 50     |
| 4 | Aslıhan Kılıç       | Aydın B.Şehir Bld.      | 36     |
| 5 | Eda Erdem           | Fenerbahçe Opet         | 32     |
| 5 | Anthi Vasilantonaki | Galatasaray HDI Sigorta | 32     |
| 7 | Kiera Van Ryk       | Türk Hava Yolları       | 29     |
| 8 | Yasemin Yildirim    | Kuzeyboru               | 28     |
| 9 | Gabi Guimarães      | VakıfBank               | 27     |
| 9 | Arelya Karasoy      | Kuzeyboru               | 27     |